# Portimonense Sporting Clube
O Portimonense Sporting Clube é um clube desportivo português fundado em Portimão no dia 18 de agosto de 1914. Famoso pelo futebol, o Portimonense também é conhecido pelas suas equipas de futsal e basquetebol.

## História

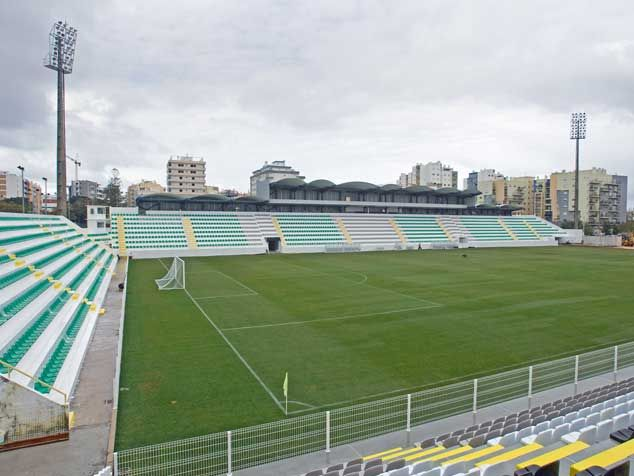
Estádio Municipal de Portimão após a remodelação em 2010

O futebol chegou a Portimão em 1913, por via de um portimonense que estudava em Inglaterra, que trouxe uma bola e divulgou, assim, o desporto. Os primeiros jogos foram disputados na zona onde atualmente é a Praça Manuel Teixeira Gomes e a sede do Portimonense.

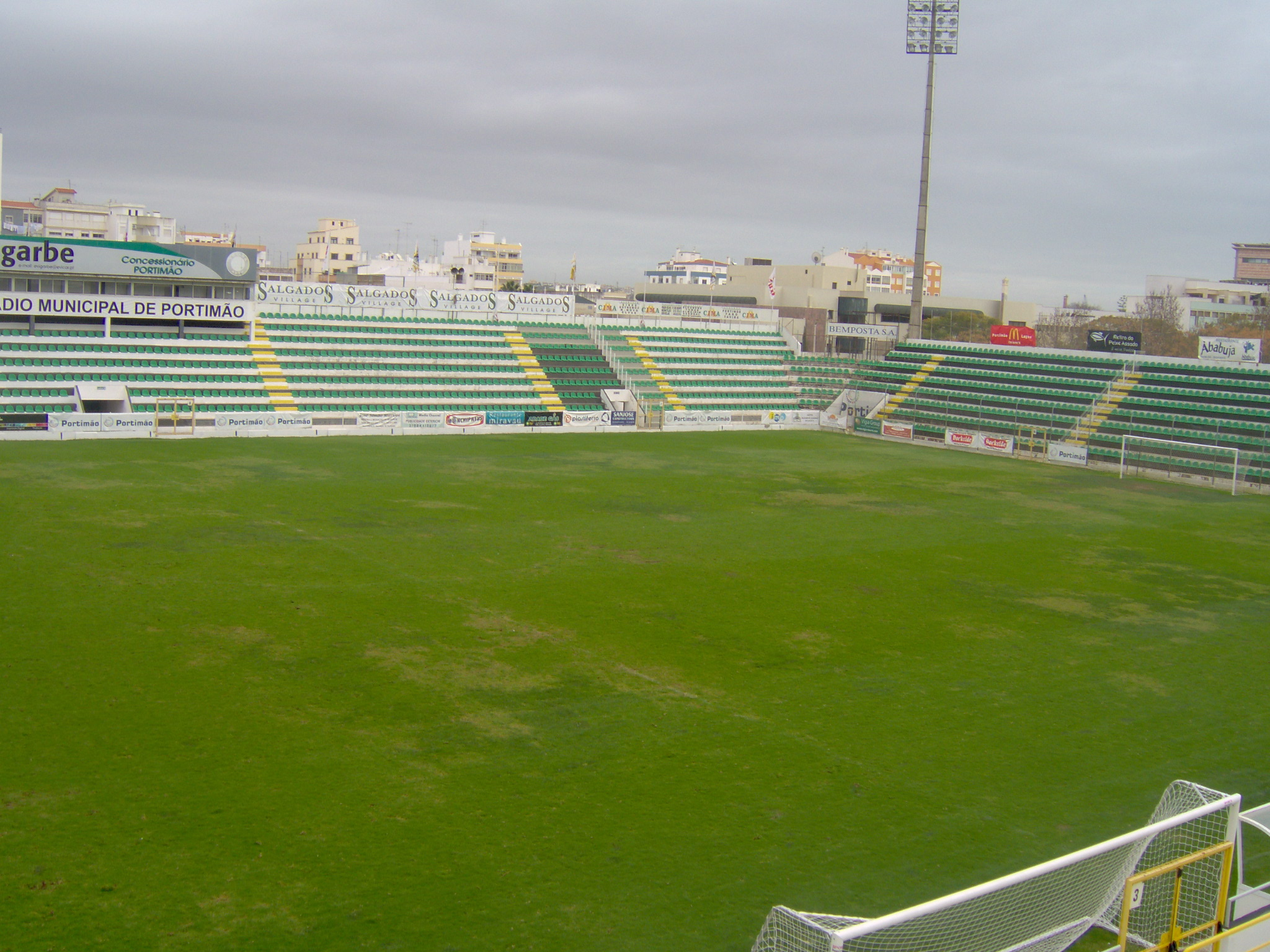
Panorama do Estádio Municipal de Portimão, antes da remodelação em 2010

O Portimonense nasceu numa casa onde reparavam calçado, na loja do Sr. Amadeu Andrade. Nesse local, um grupo de amigos decidiu formar um clube de futebol, a 14 de agosto de 1914. Ficou desde logo definido que o equipamento seria composto por camisola às riscas verticais pretas e brancas, com colarinho e punhos pretos, calção branco e meias pretas com canhão preto e branco.
Nos primeiros anos, o grupo era praticamente limitado aos rapazes que constituíam a equipa, sem qualquer sede e adquirindo o equipamento e as deslocações dos seus próprios bolsos.
Apesar de já alguns anos de história e de uma sede (inaugurada em 1923) na Rua Visconde Bívar, os estatutos do clube apenas foram aprovados em 1925. Um ano depois, uma crise obrigou o clube a ter de abandonar a sede, tendo estado a um passo da dissolução. O Portimonense reage e é a partir de aí que se inicia uma relevante ascensão, entrando nos objetivos do clube uma subida à Primeira Liga. Em 1937 foi pela primeira vez campeão do Algarve e é a partir de aí que começa a jogar no estádio que todos conhecemos, o Estádio do Portimonense SC, posteriormente renomeado Municipal de Portimão.
Nos finais da segunda metade do século XX, a indústria conserveira atinge o seu auge e a ideia de levar o Portimonense à Primeira Divisão começa a ganhar consistência. Em 1947 esteve a um passo da subida ao perder uma final com a Académica de Coimbra, em Alvalade, por 2–1. Rapidamente a indústria conserveira começa a perder força e o Portimonense volta a entrar em declínio.
Em 1977 o clube ascendeu pela primeira vez ao escalão maior do futebol português, mas não conseguiu segurar-se e em 1979 foi rebaixado novamente.
Porém, na década de 1980 o clube atingiu o seu apogeu, onde, com a contribuição de presidentes como José Mendes Furtado e Manuel João. O Portimonense subiu à Primeira Divisão e chegou até a atingir o 5º lugar, que lhe deu um apuramento para a Copa da UEFA, onde se ficou pela primeira ronda, sendo eliminado pelo Partizan, da Sérvia (1–0 na 1ª mão, em casa, 0–4 na 2ª mão, fora).
Seguiu-se um período de pouco sucesso em que o clube viu-se em oscilações entre a Segunda Liga e a II Divisão.
Em 2001, com a subida à Segunda Liga, o Portimonense atingiu finalmente uma certa estabilidade, o que lhe permitiria mais tarde regressar à Primeira Liga, feito conseguido a 8 de maio de 2010, 20 anos depois a última presença.
Após uma época pouco conseguida o Portimonense é despromovido à Segunda Liga onde a sorte volta a ser a mesma e o Portimonense é despromovido à II Divisão, acabando no entanto por permanecer administrativamente na Segunda Liga ao ser convidado pela LPFP a preencher a vaga do Varzim, que não reuniu os requisitos mínimos para competir nas provas da Liga Portuguesa de Futebol Profissional.
Na época 2013/14, o empresário de jogadores de futebol, Theodoro Fonseca, tornou-se acionista maioritário da Portimonense SAD. Com o investimento de Fonseca na equipa de futebol, o Portimonense conseguiu a promoção à Primeira Liga de 2017/18, onde se manteve por três épocas, até à Primeira Liga de 2019/20, na qual terminou no 17º ligar, sendo despromovido.
Na época 2023/24, o Portimonense acabou por cair mais uma vez para a Liga Portugal 2 após perder frente ao AVS na disputa da vaga para a Liga Portugal, tendo sido o resultado 1-2 na primeira mão, jogada em casa, e 2-1 na segunda mão, jogada fora, tendo o AVS ganhado em ambas as mãos.

## Futebol

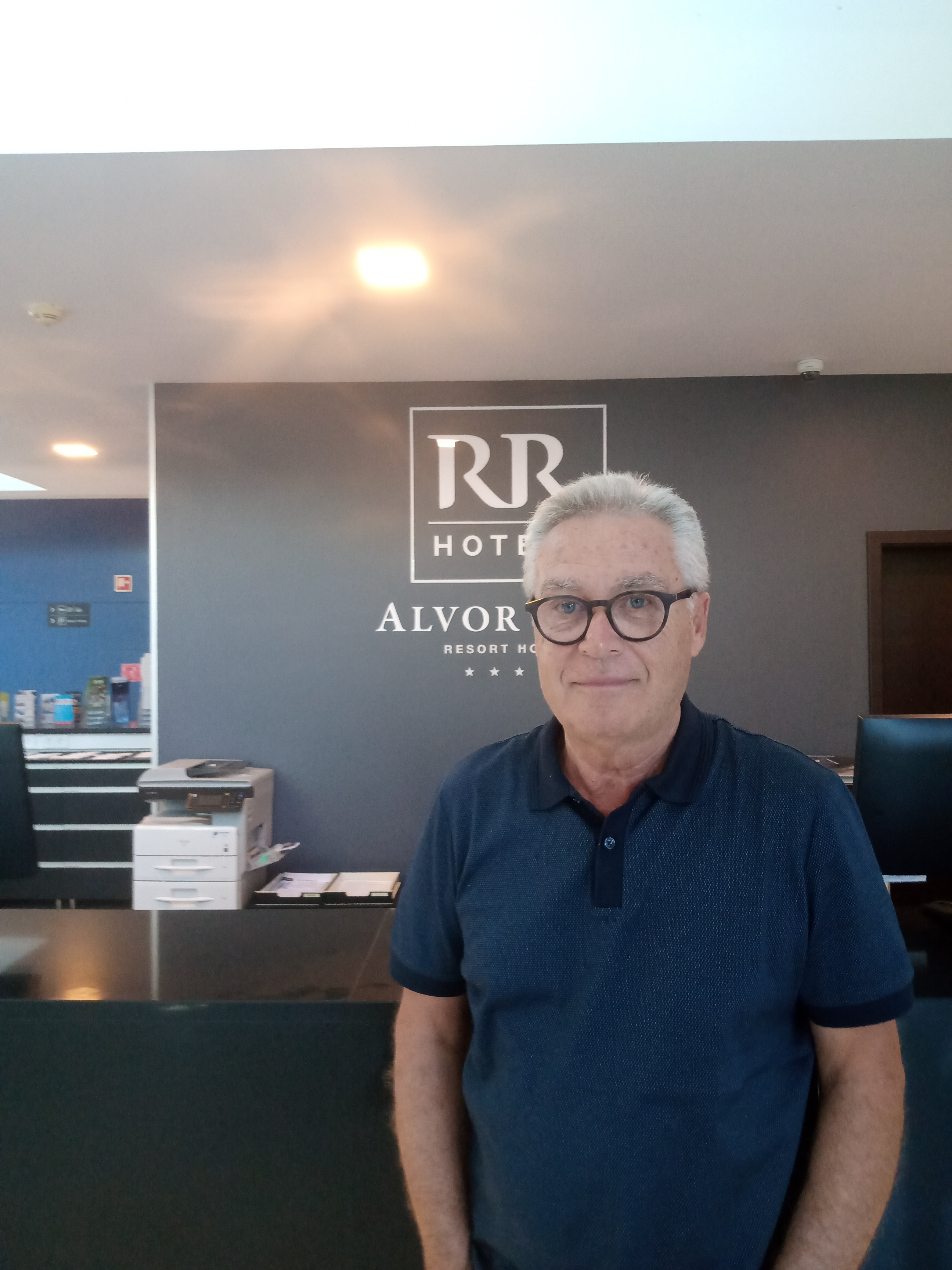
Fernando Rocha, presidente do Portimonense Sporting Clube

### Histórico nas competições
|                               | Nº Presenças | Títulos |
| ----------------------------- | ------------ | ------- |
| Temporadas na 1ª              | 19           |         |
| Temporadas na 2ª              | 43           | 3       |
| Temporadas no CNS             | 0            |         |
| Temporadas na 2ªB (Atual CNS) | 7            | 2       |
| Temporadas na 3ª (Atual CNS)  | 0            |         |
| Taça de Portugal              | 66           |         |
| Taça da Liga                  | 14           |         |
| Taça UEFA                     | 1            |         |

CNS - Campeonato Nacional de Seniores

### Histórico de classificações
| Época   | Divisão | Pos. | J  | V  | E  | D  | GM | GS | P  | Taça de Portugal | Taça da Liga      | Europa | Europa   | Notas                                      |
| ------- | ------- | ---- | -- | -- | -- | -- | -- | -- | -- | ---------------- | ----------------- | ------ | -------- | ------------------------------------------ |
| 1953-54 | 2D - ZS | 3.º  | 22 | 11 | 5  | 6  | 48 | 28 | 27 |                  |                   |        |          |                                            |
| 1954-55 | 2D - ZS | 7.º  | 26 | 10 | 8  | 8  | 42 | 38 | 28 | 1.ª Elim.        |                   |        |          |                                            |
| 1955-56 | 2D - ZS | 10.º | 26 | 9  | 4  | 13 | 49 | 50 | 22 | 1.ª Elim.        |                   |        |          |                                            |
| 1956-57 | 2D - ZS | 8.º  | 26 | 9  | 5  | 12 | 56 | 59 | 23 | 1.ª Elim.        |                   |        |          |                                            |
| 1957-58 | 2D - ZS | 5.º  | 26 | 14 | 2  | 10 | 53 | 34 | 30 |                  |                   |        |          |                                            |
| 1958-59 | 2D - ZS | 4.º  | 26 | 12 | 6  | 8  | 38 | 40 | 30 | 1.ª Elim.        |                   |        |          |                                            |
| 1959-60 | 2D - ZS | 3.º  | 26 | 17 | 2  | 7  | 58 | 27 | 36 | 2.ª Elim.        |                   |        |          |                                            |
| 1960-61 | 2D - ZS | 8.º  | 26 | 10 | 3  | 13 | 46 | 40 | 23 | 1.ª Elim.        |                   |        |          |                                            |
| 1961-62 | 2D - ZS | 8.º  | 26 | 10 | 1  | 15 | 39 | 50 | 21 | 1.ª Elim.        |                   |        |          |                                            |
| 1962-63 | 2D - ZS | 5.º  | 26 | 13 | 3  | 10 | 44 | 36 | 29 | 2.ª Elim.        |                   |        |          |                                            |
| 1963-64 | 2D - ZS | 7.º  | 26 | 11 | 4  | 11 | 40 | 39 | 26 | 1.ª Elim.        |                   |        |          |                                            |
| 1964-65 | 2D - ZS | 4.º  | 26 | 13 | 2  | 11 | 50 | 36 | 28 | 2.ª Elim.        |                   |        |          |                                            |
| 1965-66 | 2D - ZS | 3.º  | 26 | 13 | 3  | 10 | 59 | 39 | 31 | 1/8 Final        |                   |        |          |                                            |
| 1966-67 | 2D - ZS | 2.º  | 26 | 15 | 4  | 7  | 40 | 31 | 34 | 1.ª Elim.        |                   |        |          |                                            |
| 1967-68 | 2D - ZS | 8.º  | 26 | 8  | 9  | 9  | 34 | 32 | 25 | 1.ª Elim.        |                   |        |          |                                            |
| 1968-69 | 2D - ZS | 5.º  | 26 | 13 | 5  | 8  | 39 | 34 | 31 | 2.ª Elim.        |                   |        |          |                                            |
| 1969-70 | 2D - ZS | 6.º  | 26 | 10 | 9  | 7  | 33 | 29 | 29 | 3.ª Elim.        |                   |        |          |                                            |
| 1970-71 | 2D - ZS | 7.º  | 26 | 10 | 5  | 11 | 27 | 33 | 25 | 2.ª Elim.        |                   |        |          |                                            |
| 1971-72 | 2D - ZS | 13.º | 30 | 13 | 2  | 15 | 29 | 43 | 28 | 2.ª Elim.        |                   |        |          |                                            |
| 1972-73 | 2D - ZS | 3.º  | 30 | 16 | 9  | 5  | 52 | 21 | 41 | 1.ª Elim.        |                   |        |          |                                            |
| 1973-74 | 2D - ZS | 4.º  | 38 | 19 | 9  | 10 | 61 | 36 | 47 | 5.ª Elim.        |                   |        |          |                                            |
| 1974-75 | 2D - ZS | 3.º  | 38 | 21 | 8  | 9  | 70 | 39 | 50 | 5.ª Elim.        |                   |        |          |                                            |
| 1975-76 | 2D - ZS | 1.º  | 38 | 24 | 7  | 7  | 82 | 45 | 55 | 1/4 Final        |                   |        |          | Vice-campeão Segunda Divisão               |
| 1976-77 | 1D      | 12.º | 30 | 8  | 9  | 13 | 34 | 46 | 25 | 1/32 Final       |                   |        |          |                                            |
| 1977-78 | 1D      | 13.º | 30 | 8  | 7  | 15 | 29 | 39 | 23 | 1/16 Final       |                   |        |          | Despromovido                               |
| 1978-79 | 2D - ZS | 1.º  | 30 | 19 | 9  | 2  | 66 | 17 | 47 | 1/64 Final       |                   |        |          | Campeão Nacional Segunda Divisão           |
| 1979-80 | 1D      | 11.º | 30 | 10 | 6  | 14 | 32 | 49 | 26 | 1/16 Final       |                   |        |          |                                            |
| 1980-81 | 1D      | 8.º  | 30 | 11 | 6  | 13 | 34 | 37 | 28 | 1/16 Final       |                   |        |          |                                            |
| 1981-82 | 1D      | 6.º  | 30 | 12 | 8  | 10 | 35 | 24 | 32 | 1/16 Final       |                   |        |          |                                            |
| 1982-83 | 1D      | 9.º  | 30 | 11 | 7  | 12 | 35 | 31 | 29 | Meia Final       |                   |        |          |                                            |
| 1983-84 | 1D      | 10.º | 30 | 10 | 6  | 14 | 27 | 37 | 26 | 1/16 Final       |                   |        |          |                                            |
| 1984-85 | 1D      | 5.º  | 30 | 14 | 8  | 8  | 51 | 41 | 36 | 1/16 Final       |                   |        |          | Melhor classificação de sempre             |
| 1985-86 | 1D      | 7.º  | 30 | 11 | 6  | 13 | 29 | 32 | 28 | 1/8 Final        |                   | TU     | 1ª Elim. |                                            |
| 1986-87 | 1D      | 10.º | 30 | 8  | 10 | 12 | 27 | 47 | 26 | Meia Final       |                   |        |          |                                            |
| 1987-88 | 1D      | 13.º | 38 | 12 | 10 | 16 | 35 | 50 | 34 | Meia Final       |                   |        |          |                                            |
| 1988-89 | 1D      | 12.º | 38 | 12 | 11 | 15 | 33 | 37 | 35 | 1/16 Final       |                   |        |          |                                            |
| 1989-90 | 1D      | 17.º | 34 | 7  | 7  | 20 | 30 | 57 | 21 | 1/32 Final       |                   |        |          | Despromovido                               |
| 1990-91 | 2L      | 8.º  | 38 | 18 | 6  | 14 | 57 | 34 | 42 | 1/8 Final        |                   |        |          |                                            |
| 1991-92 | 2L      | 16.º | 34 | 7  | 10 | 17 | 34 | 59 | 24 | 5.ª Elim.        |                   |        |          | Despromovido                               |
| 1992-93 | 2B - ZS | 1.º  | 34 | 20 | 11 | 3  | 62 | 27 | 51 | 3.ª Elim.        |                   |        |          | Campeão Zona Sul                           |
| 1993-94 | 2L      | 12.º | 34 | 11 | 8  | 15 | 42 | 47 | 30 | 4.ª Elim.        |                   |        |          |                                            |
| 1994-95 | 2L      | 16.º | 34 | 11 | 6  | 17 | 35 | 48 | 28 | 4.ª Elim.        |                   |        |          | Despromovido                               |
| 1995-96 | 2B - ZS | 6.º  | 34 | 12 | 10 | 12 | 34 | 42 | 46 | 1/8 Final        |                   |        |          |                                            |
| 1996-97 | 2B - ZS | 12.º | 34 | 13 | 4  | 14 | 44 | 41 | 46 | 1/8 Final        |                   |        |          |                                            |
| 1997-98 | 2B - ZS | 8.º  | 34 | 16 | 5  | 13 | 46 | 35 | 53 | 2.ª Elim.        |                   |        |          |                                            |
| 1998-99 | 2B - ZS | 3.º  | 34 | 15 | 14 | 5  | 58 | 31 | 59 | 5.ª Elim.        |                   |        |          |                                            |
| 1999-00 | 2B - ZS | 2.º  | 38 | 21 | 10 | 7  | 73 | 40 | 35 | 4.ª Elim.        |                   |        |          |                                            |
| 2000-01 | 2B - ZS | 1.º  | 38 | 25 | 3  | 10 | 70 | 43 | 78 | 3.ª Elim.        |                   |        |          | Campeão Zona Sul                           |
| 2001-02 | 2L      | 6.º  | 34 | 13 | 13 | 8  | 44 | 37 | 52 | 1/4 Final        |                   |        |          |                                            |
| 2002-03 | 2L      | 5.º  | 34 | 14 | 9  | 11 | 50 | 40 | 51 | 3.ª Elim.        |                   |        |          |                                            |
| 2003-04 | 2L      | 16.º | 34 | 8  | 15 | 11 | 36 | 39 | 39 | 1/8 Final        |                   |        |          | Despromovido mas repescado (na secretaria) |
| 2004-05 | 2L      | 14.º | 34 | 10 | 9  | 15 | 40 | 49 | 39 | 3.ª Elim.        |                   |        |          |                                            |
| 2005-06 | 2L      | 12.º | 34 | 10 | 13 | 11 | 36 | 36 | 43 | 4.ª Elim.        |                   |        |          |                                            |
| 2006–07 | 2L      | 14.º | 30 | 7  | 9  | 14 | 28 | 42 | 30 | 4.ª Elim.        |                   |        |          |                                            |
| 2007–08 | 2L      | 11.º | 30 | 8  | 13 | 9  | 26 | 30 | 37 | 4.ª Elim.        | 4.ª Elim.         |        |          |                                            |
| 2008–09 | 2L      | 13.º | 30 | 7  | 14 | 9  | 29 | 35 | 35 | 1/8 Final        | 1ª Elim.          |        |          |                                            |
| 2009–10 | 2L      | 2.º  | 30 | 16 | 6  | 8  | 43 | 34 | 54 | 3.ª Elim.        | 1ª Fase de Grupos |        |          | Promovido                                  |
| 2010–11 | 1L      | 15.º | 30 | 6  | 7  | 17 | 29 | 49 | 25 | 4.ª Elim.        | 1ª Elim.          |        |          | Despromovido                               |
| 2011–12 | 2L      | 16.º | 30 | 8  | 8  | 14 | 35 | 42 | 32 | 3.ª Elim.        | 2ª Fase de Grupos |        |          | Despromovido mas repescado (na secretaria) |
| 2012–13 | 2L      | 6.º  | 42 | 17 | 13 | 12 | 61 | 50 | 64 | 3.ª Elim.        | 1ª Fase de Grupos |        |          |                                            |
| 2013–14 | 2L      | 7.º  | 42 | 19 | 10 | 13 | 58 | 48 | 67 | 3.ª Elim.        | 1ª Elim.          |        |          |                                            |
| 2014–15 | 2L      | 14.º | 46 | 15 | 15 | 16 | 56 | 62 | 60 | 2.ª Elim.        | 1ª Fase           |        |          |                                            |
| 2015–16 | 2L      | 4.º  | 46 | 20 | 18 | 8  | 57 | 45 | 78 | 1/8 Final        | Meias-Finais      |        |          |                                            |
| 2016–17 | 2L      | 1.º  | 42 | 25 | 8  | 9  | 70 | 39 | 83 | 2.ª Elim.        | 1ª Fase           |        |          | Campeão Segunda Liga                       |
| 2017–18 | 1L      | 10.º | 34 | 10 | 8  | 16 | 52 | 60 | 38 | 4.ª Elim.        | Fase de Grupos    |        |          |                                            |
| 2018–19 | 1L      | 12.º | 34 | 11 | 6  | 17 | 44 | 59 | 39 | 3.ª Elim.        | 2ª Fase           |        |          |                                            |
| 2019–20 | 1L      | 17.º | 34 | 7  | 12 | 15 | 30 | 45 | 33 | 3.ª Elim.        | Fase de Grupos    |        |          | Despromovido mas repescado.                |
| 2020–21 | 1L      | 14.º | 34 | 9  | 8  | 17 | 34 | 41 | 35 | 3.ª Elim.        | Não Qualificado   |        |          |                                            |
| 2021–22 | 1L      | 13.º | 34 | 10 | 8  | 16 | 31 | 45 | 38 | 1/4 Final        | 2ª Fase           |        |          |                                            |
| 2022–23 | 1L      |      |    |    |    |    |    |    |    |                  |                   |        |          |                                            |

## Hino oficial

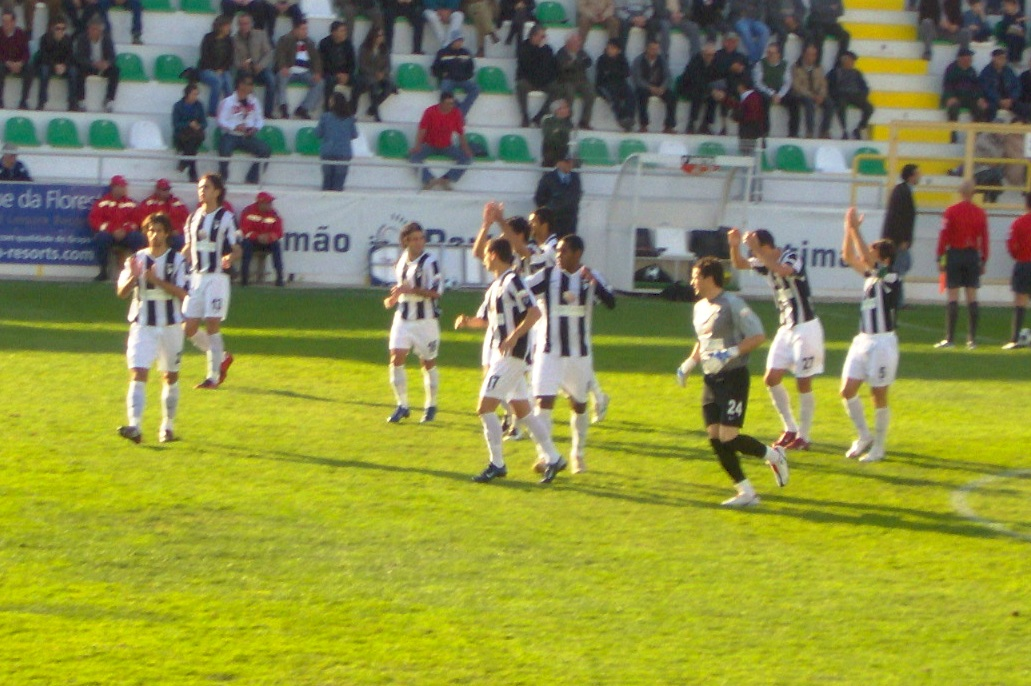
Equipa do Portimonense SC a agradecer aos adeptos num jogo em casa

Portimonense, Expoente Algarvio
Portimonense
Expoente algarvio
De valor e brio
Na competição!
Portimonense
Teu altivo porte
Desde o sul ao norte
É já tradição!
Portimonense
Grita a mocidade
Da nossa cidade
Com força e razão!
Portimonense!
Portimonense!
É tua a vitória
Que te leva à glória
De ser campeão!
Nasceste a luz do sol de Portimão
Que brilha no estio
Brincaste com as redes das traineiras
Que dançam no rio.
Da faina do pescado tens a força
Coragem, destreza
Nos livros das escolas conheceste
Os feitos desta raça portuguesa.
Jorge Brandão
Hino do Portimonense

## Plantel
Atualizado em 26 de dezembro de 2020

## Palmarés

### Liga Portuguesa
|                      |     | Temporada |
| -------------------- | --- | --------- |
| Melhor classificação | 5º  | 1984–85   |
| Pior classificação   | 17º | 1989–90   |

### 2ª Liga / Liga de Honra
|                      |     | Temporada |
| -------------------- | --- | --------- |
| Melhor classificação | 1º  | 2016–17   |
| Pior classificação   | 16º | 2003–04   |

### Taça de Portugal
|                      |            | Temporada                  |
| -------------------- | ---------- | -------------------------- |
| Melhor classificação | Meia-final | 1982–83, 1986–87 e 1987–88 |

### Taça da Liga
|                      |            | Temporada |
| -------------------- | ---------- | --------- |
| Melhor classificação | Meia-final | 2015–16   |

### Copa da UEFA
|                      |        | Temporada |
| -------------------- | ------ | --------- |
| Melhor Classificação | 1° mão | 1984–85   |

## Outras modalidades
O Portimonense tem também equipas de basquetebol (mini-basquete, iniciados femininos e masculinos, cadetes masculinos e femininos e juniores femininos e masculinos) e futsal.